# 5043 Zadornov
5043 Zadornov eller 1974 SB5 är en asteroid i huvudbältet som upptäcktes den 19 september 1974 av den ryska astronomen Ljudmila Tjernych vid Krims astrofysiska observatorium på Krim. Den är uppkallad efter Michail Zadornov.
Asteroiden har en diameter på ungefär 15 kilometer och den tillhör asteroidgruppen Themis.